# Sân bay Tugdan
Sân bay Tugdan (tiếng Filipino: Paliparan ng Tugdan) (IATA: TBH, ICAO: RPVU) là một sân bay ở tỉnh Romblon của Philippines. Sân bay này toạ lạc ở Barangay Tugdan trong đô thị Alcantara.
Đây là sân bay chính hạng 2 theo phân loại của Cục hàng không dân dụng Philippines, một cơ quan thuộc Bộ Giao thông Vận tải quốc gia này.

## Tuyến bay
| Airlines                  | Điểm đến |
| ------------------------- | -------- |
| South East Asian Airlines | Manila   |
| Zest Airways              | Manila   |